# Filtrundmossa
Filtrundmossa (Rhizomnium pseudopunctatum) är en bladmossart som beskrevs av T. Koponen 1968. Enligt Catalogue of Life ingår Filtrundmossa i släktet rundmossor och familjen Mniaceae, men enligt Dyntaxa är tillhörigheten istället släktet rundmossor och familjen Cinclidiaceae. Arten är reproducerande i Sverige. Inga underarter finns listade i Catalogue of Life.